# Ниалл Калле
Ниа́лл Ка́лле ('иа́лл мак А́эда; ирл. Niall Caille; Niall mac Áeda; погиб в 846) — король Айлеха (823—846) и верховный король Ирландии (833—846).

## Биография

### Ранние годы
Ниалл был сыном короля Айлеха и Кенел Эогайн Аэда Посвящённого, в 797—819 годах также занимавшего и престол Тары. Матерью Ниалла составленная в XII веке компиляция Banshenchas называет Медб, дочь короля Коннахта из септа Уи Бриуйн Индрехтаха мак Муйредайга.
После смерти в 819 году Аэда Посвящённого титул верховного короля Ирландии перешёл к правителю Миде Конхобару мак Доннхаде, представителю соперничавшего с Кенел Эогайн рода Кланн Холмайн, а престол Айлеха — к троюродному брату Ниалла, королю Мурхаду мак Маэл Дуйну. О том, что получил в наследство сам Ниалл, исторические источники ничего не сообщают.

### Король Айлеха
Первое упоминание о Ниалле в ирландских анналах относится только к 823 году, когда сообщается, что он сверг короля Мурхада мак Маэл Дуйна и захватил власть над Айлехом и Кенел Эогайн.
В 827 году Ниалл Калле вступил в открытый конфликт с верховным королём Ирландии. Поводом к нему стало изгнание Конхобаром мак Доннхадой из покровительствуемого правителями Айлеха аббатства Армы его настоятеля Эогана Майнистреха, исповедника короля Ниалла. Новым главой обители, заручившись поддержкой королей Айргиаллы Куммаскаха мак Катайла и Ульстера Муйредаха мак Эохады, верховный король поставил своего сына Артри, уже имевшего сан епископа Армы. В ответ на это Ниалл Калле выступил с войском на помощь изгнанному прелату и в трёхдневном сражении при Лет Каме (около современного Килмора) разгромил соединённую армию королей Куммаскаха и Муйредаха. В битве погибли король Айргиаллы, его брат Конгалах и множество других знатных айргиалльцев, однако королю Ульстера удалось спастись бегством. Эта победа позволила Ниаллу восстановить аббата Эогана во главе Армы и значительно расширить свои владения на юг, присоединив лишившуюся правителя Айргиаллу к Айлеху.

### Верховный король Ирландии

Ирландия в середине IX — начале XI века

В 833 году умер король Конхобар мак Доннхада, после чего Ниалл Калле получил титул верховного короля Ирландии.
Уже в первый год своего правления Ниалл выступил против продолжавших нападения на территорию Ирландии викингов и разбил один из их отрядов, намеревавшийся разграбить Дерри. Эта победа стала первым вооружённым конфликтом верховных королей Ирландии с норманнами.
В 835 году Ниалл Калле пришёл с войском в Лейнстер и утвердил на здешнем престоле своего ставленника, правителя септа Уи Дунлайнге Брана мак Фаэлайна. В этом же году верховный король Ирландии совершил поход в Миде и разорил это королевство вплоть до его южных областей в районе современного графства Оффали.
Однако в 836 году Ниалл столкнулся с намного более серьёзным противником, королём Мунстера Федлимидом мак Кримтайнном. Поводом для конфликта стало желание обоих монархов утвердить свой контроль над влиятельным аббатством Арма. Федлимид, правитель большей части юга Ирландии, оказал поддержку Диармайту уи Тигернайну, одному из претендентов на сан настоятеля этой обители. Напав с войском на Килдэр, он пленил здесь Фориндана, бывшего в это время аббатом Армы. Так как этот монастырь находился под покровительством короля Ниалла, предполагается, что эта акция была направлена на ослабление влияния правителей Айлеха над Армой.
Ирландские анналы сообщают о состоявшейся в 838 году встрече между Ниаллом и Федлимидом. Местом её проведения одни источники называют Клонкурри, другие — Клонферт. Анналы весьма различно описывают итоги этой встречи: близкие к правителям Кенел Эогайн «Анналы Ульстера» обходят этот вопрос молчанием, в то время как симпатизировавшие королям Мунстера «Анналы Инишфаллена» сообщают, что Ниалл Калле покорился власти Федлимида мак Кримтайнна и признал его верховным королём Ирландии. Вероятно, переговоры завершились безрезультатно, хотя каждый из королей посчитал себя вправе носить титул верховного монарха.
Какими бы ни были результаты встречи Ниалла Калле и Федлимида мак Кримтайнна, они не положили конец их конфликту. В 840 году король Мунстера совершил поход в Миде и Брегу, а затем пришёл с войском в Тару, место коронования верховных правителей Ирландии, и простоял здесь лагерем несколько дней. Анналы сообщают, что в ходе этого похода Федлимид захватил в плен супругу Ниалла, королеву Гормлайт, с людьми её свиты. Король Айлеха не смог помешать этому, так как в это время находился в походе против союзников Федлимида из Оффали. Генеральное сражение между враждовавшими монархами произошло в 841 году, когда Федлимид мак Кримтайнн попытался установить свою власть над Лейнстером. «Анналы Ульстера» сообщают о полном разгроме войска правителя Мунстера в сражении в местечке Маг Охтайр (ирл. Mag nÓchtair) около лейнстерского Клонкурри, добавляя, что Федлимид во время бегства даже потерял свой королевский венец, который был найден в кусте терновника и принесён Ниаллу. Это поражение вынудило Федлимида мак Кримтайнна отказаться от любых дальнейших притязаний на обладание титулом верховного короля Ирландии.
Всё время правления Ниалла Калле викинги ежегодно продолжали нападать на Ирландию. Анналы сообщают о вторжениях норманнов в земли большинства ирландских королевств — Миде, Лейнстера, Мунстера, Коннахта, Бреги и Осрайге. Нападения значительно усилились в 837 году, когда в Ирландию прибыл большой флот викингов, возглавляемый Тургейсом. С его именем созданная в XII веке историческая хроника «Война ирландцев с чужеземцами» связывала все успехи, которых викинги добились в следующие восемь лет. Уже в 839 году норманнами была основана постоянная стоянка судов на озере Лох-Ней, в конце 840 года войско викингов впервые не покинуло пределов острова, чтобы перезимовать на своей родине, а в 841 году началось возведение укреплённых лонгфортов, строительство которых положило начало образованию некоторых ирландских городов, в том числе, Аннагассана и Дублина. К 842 году относится первое в ирландской истории свидетельство о военном союзе местных правителей с викингами. Войско Тургейса беспрепятственно грабило земли Ирландии вплоть до 845 года. Однако в этом году Ниалл Калле одержал над викингами крупную победу в сражении при селении Маг Ита (ирл. Magh Itha; в современном графстве Донегол), а королю Миде Маэлсехнайллу мак Маэл Руанайду удалось пленить, а затем казнить самого Тургейса. Эти победы привели к временному снижению активности нападений норманнов на территорию Ирландии.
Верховный король Ирландии Ниалл мак Аэда погиб в 846 году, во время своей поездки в Арму утонув при переправе через реку Каллан. По названию реки — места своей гибели — Ниалл и получил своё посмертное прозвище — «Калле». Преемником скончавшегося монарха в Айлехе и Кенел Эогайн стал его брат Маэл Дуйн мак Аэда, в то время как титул верховного короля Ирландии получил правитель Миде и Кланн Холмайн Маэлсехнайл мак Маэл Руанайд.

### Семья
Ниалл Калле был женат на Гормлайт (умерла в 861), дочери верховного короля Ирландии Доннхада Миди. Детьми от этого брака были шесть сыновей и одна неизвестная по имени дочь:
- Аэд Финдлиат (умер в 879) — король Айлеха (855—879) и верховный король Ирландии (862—879)
- Бран мак Нейлл (ирл. Bróen mac Neill)
- Дуб-Индрехт мак Нейлл
- Энгус мак Нейлл
- Муйрхертах мак Нейлл
- Флатбертах мак Нейлл
- дочь — супруга короля Бреги Конайнга мак Флайнна (умер в 849)